# Karang Rejo (Jati Agung)
Karang Rejo is een bestuurslaag in het regentschap Lampung Selatan van de provincie Lampung, Indonesië. Karang Rejo telt 4.735 inwoners (volkstelling 2010).